# Okres St. Pölten
Území okresu St. Pölten zahrnuje zájmové území dolnorakouského hlavního města St. Pölten. Dislokovaná okresní hejtmanství St. Pölten jsou v Kirchbergu an der Pielach a v Neulengbachu.

## Správní členění
Okres St. Pölten se člení na 39 rakouských obcí, z toho 4 města a 22 městysů. V závorkách je uveden počet obyvatel k 1. dubnu 2009.

### Města
- Herzogenburg (7843)
- Neulengbach (7662)
- Pressbaum (7295)
- Purkersdorf (9527)
- Traismauer (5972)
- Wilhelmsburg (6594)

### Městysy
- Altlengbach (2732)
- Asperhofen (2008)
- Böheimkirchen (4890)
- Eichgraben (4212)
- Frankenfels (2092)
- Hafnerbach (1599)
- Hofstetten-Grünau (2572)
- Gablitz (4880)
- Kapelln (1346)
- Karlstetten (2073)
- Kirchberg an der Pielach (3175)
- Kirchstetten (2008)
- Maria Anzbach (2772)
- Markersdorf-Haindorf (1957)
- Mauerbach (3730)
- Michelbach (890)
- Neidling (1439)
- Nußdorf ob der Traisen (1628)
- Ober-Grafendorf (4632)
- Obritzberg-Rust (2255)
- Prinzersdorf (1498)
- Pyhra (3429)
- Rabenstein an der Pielach (2418)
- Tullnerbach (2766)
- Wölbling (2478)

### Obce
- Brand-Laaben (1166)
- Gerersdorf (877)
- Haunoldstein (1052)
- Inzersdorf-Getzersdorf (1492)
- Kasten bei Böheimkirchen (1304)
- Loich (633)
- Neustift-Innermanzing (1435)
- Schwarzenbach an der Pielach (406)
- Statzendorf (1417)
- St. Margarethen an der Sierning (1019)
- Stössing (792)
- Weinburg (1294)
- Weißenkirchen an der Perschling (1336)

Obce v okrese St. Pölten

- Wolfsgraben (1707)